# قلعة نيحا
قلعة نيحا أو شقيف تيرون تقع في أعالي بلدة نيحا الشوفية وتعلو 1200 مترا عن سطح البحر وتربض على قمة شاهقة تتطل على مرج بسري أو (مرج العواميد) حيت يمر نهر الأولي متدفقا من نبع الباروك بطريقه إلى البحر عبر منطقة الشوف.
القلعة هي في الحقيقة صخرة طبيعية ساهمت في نحتها ثنايا الالتواءات الجيولوجية وتتضمن بعض المنافذ الشبيهة بمداخل المغاور والكهوف التي تستخدم للدخول إلى جوفها، حفرتها الطبيعة وادوات الإنسان فأصبح داخلها تحفة فنية تتمثل في غرف نحتت في الصخر ومصاطب وسبعة أبار يصل عمق كل منها إلى عشرة أمتار وقد خصصت لجر المياه إليها من نبع الحلقوم الذي يبعد عن القلعة حوالى واحد كيلومتر.
وبحكم موقع القلعة الإستراتيجي تسيطر على الطريق الممتد بين صيدا والبقاع والشوف. كانت القلعة في القرون الماضية تعد حصناً عسكرياً مقاوماً وملجاءً اميناً يصعب الوصول إليه.

## الموقع
تُعتبر قلعة نيحا اليوم جزءًا من التراث الثقافي اللبناني، وواحدة من أبرز المعالم الموجودة في محمية أرز الشوف الطبيعية. تقع القلعة في بلدة نيحا على بُعد 33 كيلومتر من العاصمة اللبنانية بيروت، ونظرًا لصعوبة الوصول إلى القلعة حتى سيرًا على الأقدام فقد أقامت إدارة المحمية دعامات خشبية لتسهيل وصول الزائرين إليها. 

## الوصف
حُفرت قلعة نيحا على هيئة كهف يزيد عمقه عن مائة متر، ويحتوي داخله على عدة غرف حُفرت بهدف إيواء الجنود واستخدامها مستودعات لتخزين المؤن، ويتم إمداد القلعة بالموارد المائية عن طريق نظام لتجميع الأمطار إلى جانب نظام من الأنابيب لجلب المياه العذبة من نبع عين الحلقوم. تحتوي القلعة أيضًا على عدد كبير من الصوامع التي كانت تُستخدم لتخزين المؤن، وقد كانت القلعة محصنة جيدًا ومحاطة بجدار تتخلله العديد من الفتحات. لا تزال هناك بقايا لعدد من المساكن المحيطة بالقلعة والقائمة على الجرف الصخري، والتي بُنيت باستخدام عوارض كانت ترتكز على الصخر وعلى جدار الجرف.

## لمحة تاريخية
يعود أقدم ذكر لقلعة نيحا في السجلّات والمصادر التاريخية المعروفة لنا حتى الآن إلى عام 975 الميلادي، كما ذُكرت بعد ذلك في بعض السجلّات التاريخية التي تعود إلى عام 1133 بعد الميلاد. حاول الكثير من الحكام وقادة الجيوش السيطرة على قلعة نيحا بفضل موقعها الجغرافي والاستراتيجي المتميز وتحصينها الجيد، وخلال فترة حكم دولة السلاجقة تمكن شمس الملوك اسماعيل بن تاج الملوك بوري أتابك دمشق من هزيمة الضحاك بن جندل واستولى على القلعة في عام 1134. خضعت القلعة بعد ذلك لسيطرة الصليبيين حتى تمكّن صلاح الدين الأيوبيّ من هزيمتهم والسيطرة على القلعة في عام 1165، غير أن الصليبيين نجحوا في الاستيلاء على القلعة مُجدّدًا في عام 1182 إلى أن نجح الملك الصالح إسماعيل ملك دمشق في استعادتها في عام 1238. ظل الصليبيون والمسلمون يتناوبون السيطرة على قلعة نيحا إلى أن تمّ تدميرها في عام 1261 على يد شهاب الدين بن بحتر. وفي عام 1270، أمر القائد المملوكي الظاهر بيبرس بإعادة بناء القلعة وترميمها. ظلت قلعة نيحا بعد ذلك خاضعة لسيطرة الدولة العثمانية وأمراء جبل لبنان بدءًا من عام 1516 وحتى بدايات القرن العشرين، وتُرجّح بعض المصادر التاريخية أن الأمير قرقماز معن أحد أمراء السلالة المعنية في جبل لبنان قد لجأ إلى قلعة نيحا في الفترة ما بين عامي 1584 - 1585 وتحصن بها لفترة وجيزة قبل وفاته، بينما تزعُم مصادر أخرى أن الأمير فخر الدين الثاني ابن الأمير قرقماز معن هو من لجأ إلى القلعة وتحصّن بها قبل إعدامه على يد باشا دمشق في عام 1635 وليس والده.